# Batın Kösemen
Batın Kösemen (* 1. Januar 1991) ist ein türkischer Eishockeyspieler, der seit 2015 bei Buz Korsanlar in der zweiten türkischen Liga unter Vertrag steht. 

## Karriere
Batın Kösemen begann seine Karriere als Eishockeyspieler beim İzmir Büyükşehir Belediyesi SK, für den er in der Saison 2003/04 sein Debüt in der Türkischen Superliga gab. 2006 wechselte er zum Kocaeli Büyükşehir Belediyesi Kağıt SK, mit dem er nach zwei Vizemeistertiteln 2007 türkischer Meister wurde. Nach diesem Erfolg kehrte er für zwei Jahre zu seinem Stammverein, der damals zweitklassig spielte, nach İzmir zurück. Anschließend zog es ihn zum Universitätssportverein der Hauptstadt, mit dem er 2010 erneut den türkischen Titel errang. 2011 wechselte Kösemen zum zweiten Mal nach Kocaeli. Er verließ den Verein im Sommer 2013 und wechselte zum Liganeuling Zeytinburnu Belediye SK, mit dem er 2015 dessen ersten türkischen Meistertitel errang. Anschließend schloss er sich dem Zweitligisten Buz Korsanlar an.

### International
Für die Türkei nahm Kösemen im Juniorenbereich in der Division III an den U18-Weltmeisterschaften 2005, 2006, 2007, 2008 und 2009 sowie den U20-Weltmeisterschaften 2007, 2008, 2010, als er als bester Spieler seiner Mannschaft ausgezeichnet wurde, und 2011 teil. Außerdem spielte er mit der türkischen Studentenauswahl bei der Winter-Universiade 2011 in Erzurum.
Mit der Herren-Nationalmannschaft spielte der Stürmer bei den Weltmeisterschaften der Division II 2010, 2013 und 2014 sowie bei den Weltmeisterschaften der Division III 2009 und 2012.

## Erfolge und Auszeichnungen
- 2007 türkischer Meister mit Kocaeli Büyükşehir Belediyesi Kağıt SK
- 2009 Aufstieg in die Division II bei der Weltmeisterschaft der Division III
- 2010 Türkischer Meister mit dem Ankara Üniversitesi SK
- 2012 Aufstieg in die Division II, Gruppe B, bei der Weltmeisterschaft der Division III
- 2015 Türkischer Meister mit dem Zeytinburnu Belediyesi SK